# Pararge kerteszi
Pararge kerteszi är en fjärilsart som beskrevs av Dioszeghy 1912. Pararge kerteszi ingår i släktet Pararge och familjen praktfjärilar. Inga underarter finns listade i Catalogue of Life.